# القتل الجماعي المناهض للشيوعية
إن عمليات القتل الجماعي المناهضة للشيوعية هي الاغتيالات السياسية الجماعية للشيوعيين أو الشيوسعيين المزعومين أو مؤيديهم المزعومين من قبل أشخاصٍ أو منظماتٍ سياسيةٍ أو حكوماتٍ معارضةٍ للشيوعية.

## الإرهاب الأبيض
الإرهاب الأبيض هو مصطلحٌ أُصيغ خلال الثورة الفرنسية في عام 1795 للدلالة على العنف المضاد للثورة على الرغم من أنه كان غير منظم. منذ ذلك الحين، استخدم كل من المؤرخين والجماعات الفردية مصطلح «الإرهاب الأبيض» ليعني العنف المنسّق ضد الثورة بمعنى أوسع. على مدار التاريخ، هاجم العديد من جماعات الإرهاب الأبيض الشيوعيين والشيوعيين المزعومين والمتعاطفين مع الشيوعية وعملوا على قتلهم كجزءٍ من أجنداتهم المناهضة للثورة والشيوعية.

## الأمريكتان
تعرّضت أمريكا الوسطى وأمريكا الجنوبية للعديد من الحروب الأهلية الدموية وعمليات القتل الجماعي خلال القرن العشرين حيث كان معظمهم سياسيين أو يدورون حول قضايا سياسية، والعديد منهم كانوا يمارسون القتل الجماعي ضد الشيوعية.

### الأرجنتين
من عام 1976 إلى عام 1983، نظّمت الديكتاتورية العسكرية للأرجنتين عملية إعادة تنظيم وطنية لاعتقال وإعدام ما بين 9.000 و 30.000 مدني يُشتبه في أنهم شيوعيين أو غيرهم من المتعاطفين اليساريين خلال فترة إرهاب الدولة.
في بعض الأحيان، كان أطفال الضحايا يُمنحون هوية جديدة ويتم تبنّيهم بالقوة من قبل عائلات عسكرية بدون أطفال. نظرًا لمحاسبة الذين ارتكبوا أعمال القتل في العقد الأول من القرن الحادي والعشرين، زعموا أن أفعالهم كانت جزءًا ضروريًا من الحرب ضد الشيوعية.

### غواتيمالا
كانت المذابح وحالات الاختفاء القسري والتعذيب والإعدام بدون محاكمة للمقاتلين وخاصة المتعاونين المدنيين مع الشيوعيين من جيش الفدائيين الفقراء على أيدي قوات الأمن المدعومة من الولايات المتحدة واسعة الانتشار منذ عام 1965 حيث كانت هذه سياسة طويلة الأمد للجيش.

## آسيا

### الصين
كانت مذبحة شنغهاي التي وقعت في 12 نيسان/أبريل من عام 1927 قمعًا عنيفًا لمنظمات الحزب الشيوعي الصيني في شنغهاي من قبل القوات العسكرية لفصيل شيانج كاي تشيك المحافظ في حزب الكومينتانغ. بعد المذبحة، قام الأخير بتطهيرٍ شاملٍ للشيوعيين في جميع المناطق الخاضعة لسيطرته وحدثت أعمال قمع عنيفة في مدن مثل قوانغتشو وتشانغشا.

### إندونيسيا
وقع تطهير عنيف مناهض للشيوعية بعد وقتٍ قصير من الانقلاب الفاشل في العاصمة الإندونيسية جاكرتا والذي ألقي باللوم فيه على الحزب الشيوعي الإندونيسي. تتراوح التقديرات التقليدية لعدد الأشخاص الذين قُتلوا على أيدي قوات الأمن الإندونيسية بين 500.000 و 100.0000. يشكل التطهير الدموي أحد أسوأ عمليات القتل الجماعي ولكن أقلها شهرة منذ الحرب العالمية الثانية.

### كوريا
خلال الحرب الكورية، قُتل عشرات الآلاف من الشيوعيين المشتبه بهم والمتعاطفين مع الشيوعية في ما أصبح يعرف باسم مذبحة جامعة بودو حيث اختلفت تقديرات عدد القتلى. وفقًا للبروفيسور كيم دونغ تشون مفوض لجنة الحقيقة والمصالحة، أُعدم ما لا يقل عن 100.000 شخص للاشتباه بهم في دعم الشيوعية.

### تايوان
قُتل عشرات الآلاف من الأشخاص الذين وصفوا بأنهم متعاطفين شيوعيين وجواسيس على أيدي حكومة تشيانغ كاي تشيك أثناء الإرهاب الأبيض في تايوان وهو قمع عنيف للمعارضين السياسيين بعد حادثة 28 شباط/فبراير في عام 1947. اندلعت الاحتجاجات في 27 شباط/فبراير عقب مشادّة بين مجموعة من موظفي مكتب احتكار التبغ ومقيم في تايبيه حيث طالب المتظاهرون بإصلاحات ديمقراطية ووضع حد للفساد.
رد نظام الكومينتانغ باستخدام العنف لقمع الانتفاضة الشعبية. على مدى الأيام القليلة التالية، أدت حملة القمع التي تقودها الحكومة إلى مقتل عدة آلاف من الأشخاص حيث تشير التقديرات إلى أن عدد القتلى يتراوح بين 10.000 و 30.000 شخص أو أكثر. من عام 1947 إلى عام 1987، سُجن حوالي 140.000 تايواني وأُعدم ما بين 3000 و 4000 منهم بسبب معارضتهم المزعومة لنظام الكومينتانغ.

### تايلاند
قامت الحكومة العسكرية التايلاندية وقيادة عمليات القمع الشيوعي التابعة لها بمساعدة الجيش الملكي التايلاندي والشرطة التايلندية الملكية والقوات شبه العسكرية باتخاذ إجراءاتٍ صارمة ضد تمرد الحزب الشيوعي التايلاندي خلال الستينيات والسبعينيات.
بلغت العمليات المناهضة للشيوعية ذروتها بين عامي 1971 و 1973 أثناء حكم المشير ثانوم كيتاكاشورن والجنرال برابهاس شاروساثين. وفقا للأرقام الرسمية، قُتل 3008 من الشيوعيين المشتبه بهم في جميع أنحاء البلاد حيث التقديرات البديلة أعلى من ذلك بكثير. وكان هؤلاء المدنيون يُقتلون عادةً دون أي إجراءاتٍ قضائية.

## أوروبا

### ألمانيا
كان الشيوعيون الألمان والاشتراكيون والنقابيون من أوائل المعارضين الداخليين للنازية وكانوا أيضًا من بين أول من أُرسلوا إلى معسكرات الاعتقال. ادّعى أدولف هتلر أن الشيوعية كانت أيديولوجية يهودية أطلق عليها النازيون اليهودية البلشفية. استُخدم الخوف من التحريض الشيوعي لتبرير قانون التمكين لعام 1933، وهو القانون الذي أعطى هتلر السلطات العامة.
في وقتٍ لاحق شهد هيرمان جورنج في محاكمات نورمبرج بأن رغبة النازيين في قمع الشيوعيين الألمان دفعت الرئيس بول فون هيندينبرج والنخبة الألمانية إلى التعاون مع النازيين. بُني أول محتشد اعتقال في داخاو في آذار/مارس من عام 1933 لسجن الشيوعيين الألمان والاشتراكيين والنقابيين وغيرهم من المعارضين للنازيين. واضطر الشيوعيون والديمقراطيون الاجتماعيون وغيرهم من السجناء السياسيين إلى ارتداء مثلث أحمر.

### أسبانيا
في إسبانيا يشير الإرهاب الأبيض (أو «القمع الفرانكوي») إلى الفظائع التي ارتكبها القوميون خلال الحرب الأهلية الإسبانية بالإضافة إلى الفظائع التي ارتكبت بعد ذلك في إسبانيا فرانكو.
واتفق معظم المؤرخين على أن عدد القتلى في «الإرهاب الأبيض» كان أعلى من عدد القتلى في «الإرهاب الأحمر». ففي حين تشير معظم تقديرات قتلى الإرهاب الأحمر مابين 38 ألف إلى 55 ألف، إلا أن قتلى الإرهاب الأبيض تتراوح من 150 ألف  إلى 400 ألف.
لا توجد أرقام دقيقة لأن العديد من الشيوعيين والاشتراكيين فروا من إسبانيا بعد خسارة الحرب الأهلية. وفوق ذلك دمرت حكومة فرانكو آلاف الوثائق المتعلقة بالإرهاب الأبيض وحاولت إخفاء الأدلة التي كشفت عن إعداماتها للجمهوريين. وتم دفن الآلاف من ضحايا الرعب الأبيض في مئات مقابر مشتركة غير مميزة، وأكثر من 600 منها في أندلسيا وحدها. وأكبر قبر مشترك موجود في مقبرة سان رافائيل في ضواحي ملقة (قد تحتوي على أكثر من 4,000 جثة). تقول جمعية استعادة الذاكرة التاريخية أن عدد المختفين يزيد عن 35 ألف.
وفقًا لمنصة ضحايا الاختفاء التي فرضتها الفرانكوية، هناك 140 ألف مفقود، بمن فيهم ضحايا الحرب الأهلية الإسبانية وإسبانيا الفرانكوية اللاحقة. وللإشارة فيما يتعلق بعدد المختفين الذين لم يتم العثور على رفاتهم أو التعرف عليهم، فإن إسبانيا تحتل المرتبة الثانية بعد كمبوديا.